# عسل (فلم 2003)
عسل  Honey  هو فيلم راقص صدر سنة 2003 من توزيع شركة يونيفرسال بيكتشرز. ضم موسيقى أنتجها المنتج رودني جيركينز من بطولة جيسيكا ألبا، ميكي فايفر، ليل روميو، جوي براينت، ديفيد موسكو وقد ضم الفيلم مشاركة متميزة لنجوم غناء الهيب هوب والرقص المعاصر بشخصيتهم الحقيقية مثل تويت (مغنية)، جاداكيس وجينووين.
أعقب الجزء الأول للفيلم بعد جماهيريته الكبيرة جزءً ثانياً صدر يوم 10 يونيو 2011 من بطولة كاترينا غراهام وراندي واين.
حقق هذا الجزء نجاحاً جماهيرياً كبيراً جعله يطلق موجة أفلام الرقص وغناء الهيب هوب في هيوليوود والعالم.

## الممثلون
- جيسيكا ألبا : هوني دانيلز
- ميكي فايفر : تشاز
- جوي براينت : جينا
- ليل روميو : بيني
- ديفيد موسكو : مايكل إليس
- زاكاري ويليامز : ريمون
- ميسي إيليوت : بشخصيتها الحقيقية
- لوريان جيبسون : كاترينا
- جينووين : بشخصيته الحقيقية

كما شارك العديد من مغني الهيب هوب الشعبيين و الآر أند بي المعاصر في الفيلم، بما في ذلك المنتج المسيقي الشهير رودني جيركينز ومغنيي الراب جاداكيس ، شيك لوش ، المغنية تويت، وجينوويني. وكذالك مغني الراب الكندي الشهير شون ديزمن.

## شباك التذاكر
افتتح الفيلم في شباك التذاكر الأمريكي، محتلا المركز الثاني في الولايات المتحدة في أول عطلة نهاية أسبوع وراء فيلم الساموراي الأخير بما قدره $ 12،856،040 مليون دولار. حقق الفيلم مبلغ $ 30،308،417 مليون دولار في الولايات المتحدة وكندا و مبلغ $ 31،919،978 مليون دولار في بلدان أخرى، ليصبح المجموع $ 62،228،395 مليون دولار في جميع أنحاء العالم.

## الموسيقى
تم إصدار أسطوانة غنائية في 11 نوفمبر 2003 من قبل شركة التسجيلات إلكترا ريكوردز. ضمت مجموعة من أغاني الفيلم، التي إحتوت على عدة أنواع موسيقية منها الهيب هوب، أر أند بي معاصر، فانك وموسيقى ديسكو. وقد ٱحتلت الأسطوانة المرتبة 105 في تصنيف بيلبورد 200 للألبومات الموسيقية والأسطوانات الأعلى مبيعاً في الولايات المتحدة، كما ٱحتلت الأسطوانة المرتبة 47 على لائحة أعلى ألبومات الهيب هوب والأر أند بي معاصر مبيعاً.

## وصلات خارجية
- مقالات تستعمل روابط فنية بلا صلة مع ويكي بيانات
- عسل (فيلم 2003) السينما.كوم